# Liste der Royal Consorts der schottischen Monarchen
Die Liste der Royal Consorts der schottischen Monarchen listet chronologisch alle bis heute bekannten Ehepartner der schottischen Monarchen auf. Nicht in der Liste enthalten sind die aus eigenem Recht regierenden Königinnen (Queen Regnant) von Schottland (siehe → Liste der Herrscher Schottlands), sowie diejenigen Ehepartner der schottischen Monarchen, die vor deren Thronbesteigung gestorben sind.
Die Ehegattin des schottischen Königs wird in der Regel als Queen Consort bzw. oftmals auch nur als Queen bezeichnet. Frauen als regierende Königinnen (Queen Regnant) sind seltener, weshalb es für die Position eines männlichen Royal Consort auch an einer festgelegten Bezeichnung fehlt. Der übliche Titel für die schottischen Queens Consort war Queen consort of Scotland. Ab 1603 trugen sie auch den Titel Queen consort of England and Ireland, da von diesem Zeitpunkt an die Königreiche Schottland und England in Personalunion regiert wurden.

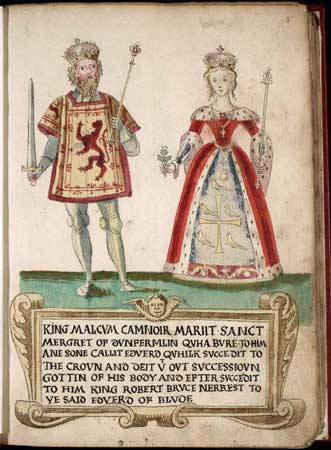
Malcolm III. und seine Frau die Heilige Margareta von Schottland, Forman Armorial, 1562

Mit dem endgültigen Zusammenschluss von England und Schottland im Jahr 1707 zum Königreich Großbritannien gibt es keine schottischen, sondern nur noch Britische Royal Consorts (siehe → Liste der Royal Consorts der britischen Monarchen).

## Queens Consort von Schottland (bis 1286)

### Legende
- Royal Consort

- Name: Nennt den im Deutschen und Englischen üblichen Namen, sowie die Lebensdaten der Royal Consorts.
- Dauer: Nennt den Zeitraum, während dessen die Person Royal Consort eines schottischen Monarchen war.
- Herkunft: Nennt die Eltern bzw. andere bekannte Angaben zur Herkunft.

- verheiratet mit

- Name: Nennt den Namen, die Herrschaftszeit sowie die Lebensdaten des mit dem Royal Consort in ehelicher Verbindung stehenden schottischen Monarchen.
- Datum: Nennt das Datum der Heirat mit dem jeweiligen schottischen Monarchen.

### Liste
Von den Royal Consorts der frühen schottischen Monarchen ist kaum mehr als ihre Existenz bekannt. Die erste schottische Königin, die historisch mit Namen und Daten belegbar ist, war Gruoch, welche später durch Shakespeare als Lady Macbeth bekannt wurde. Von den zwölf auf Macbeth folgenden schottischen Monarchen waren vier entweder nicht verheiratet oder die Namen ihrer Consorts nicht bekannt, dies beinhaltet Lulach (1057–1058), Donald III. (1093–1094; 1094–1097), Malcolm IV. (1153–1165) und Margarete (1286–1290).
| Royal Consort                                                                             | Royal Consort    | Royal Consort | verheiratet mit                                                | verheiratet mit   |            |            |            |
| Name                                                                                      | Dauer            | Herkunft | Name                                                           | Datum             |            |            |            |
| Haus Alpin                                                                                | Haus Alpin       | Haus Alpin | Haus Alpin                                                     | Haus Alpin        | Haus Alpin | Haus Alpin | Haus Alpin |
| ----------------------------------------------------------------------------------------- | ---------------- | --- | -------------------------------------------------------------- | ----------------- | ---------- | ---------- | ---------- |
| Gruoch * um 1005 † ? zw. 1035 und 1057                                                    | 1040– ?          | Tochter von Bodhe und Enkelin von Kenneth III. Ihr Sohn Lulach stammte aus ihrer ersten Ehe mit Gille Coemgáin, Mormaer von Moray.                                                                                     | Macbeth (1040–1057) † 15. August 1057                          | ca. 1032          |            |            |            |
| Haus Dunkeld                                                                              |                  | |                                                                |                   |            |            |            |
| Ingibiorg † vor 1069?                                                                     | ca. 1059– ?      | Tochter des Jarl Finn Arnesson und Großnichte von Harald Hardråde, König von Norwegen. Sie war die Witwe von Thorfinn Sigurdsson, Jarl von Orkney.                                                                     | Malcolm III. (1058–1093) † 13. November 1093                   | ca. 1059          |            |            |            |
| Hl. Margaret * um 1046 † 16. November 1093                                                | 1070–1093        | Tochter von Eduard Ætheling und Enkelin von Edmund II., König von England. Wurde 1251 heiliggesprochen. | Malcolm III. (1058–1093) † 13. November 1093                   | 1070              |            |            |            |
| Ethelreda/Octreda                                                                         | 1094             | Tochter von Gospatric, Earl of Northumbria und Lord von Dunbar. | Duncan II. (1094) † 2. November 1094                           | um 1090           |            |            |            |
| Sybilla (engl. Sybilla of Normandy) † 12. Juli 1122                                       | ? –1122          | Illegitime Tochter Heinrich I., König von England. | Alexander I. (1107–1124) † April 1124                          | ca. 1108          |            |            |            |
| Mathilde (engl. Maud of Huntingdon) † ca. 1130/31                                         | 1124–ca. 1130/31 | Tochter von Waltheof II., Earl of Northumbria und Judith von Lens, einer Nichte von Wilhelm I., König von England. Nach dem Tod ihres Vaters Gräfin von Huntingdon. Witwe von Simon I. de Senlis, Earl of Northampton. | David I. (1124–1153) † 24. Mai 1153                            | ca. 1113          |            |            |            |
| Ermengarde de Beaumont † 11. Februar 1233                                                 | 1186–1214        | Tochter von Richard I., Vicomte de Beaumont und seiner Frau, einer illegitimen Tochter von Heinrich I., König von England.                                                                                             | Wilhelm I. (1165–1214) † 4. Dezember 1214                      | 5. September 1186 |            |            |            |
| Johanna von England (engl. Joan of England) † 4. März 1238                                | 1221–1238        | Tochter von Johann Ohneland und Isabella von Angoulême. | Alexander II. (1214–1249) * 24. August 1198 † 8. Juli 1249     | 19. Juni 1221     |            |            |            |
| Marie de Coucy († 1284)                                                                   | 1239–1249        | Tochter von Enguerrand III. de Coucy und Marie de Montmirail. | Alexander II. (1214–1249) * 24. August 1198 † 8. Juli 1249     | 15. Mai 1239      |            |            |            |
| Margarete von England (engl. Margaret of England) * 29. September 1240 † 26. Februar 1275 | 1251–1275        | Tochter von Heinrich III., König von England und der Eleonore von der Provence. | Alexander III. (1249–1286) * 4. September 1241 † 19. März 1286 | 26. Dezember 1251 |            |            |            |
| Yolande de Dreux † nach 1324                                                              | 1285–1286        | Tochter von Robert IV., Graf von Dreux. | Alexander III. (1249–1286) * 4. September 1241 † 19. März 1286 | 14. Oktober 1285  |            |            |            |

## Royal Consorts von Schottland (1306–1567)

### Legende
Die männlichen Royal Consorts sind in der Auflistung anders als ihre weiblichen Gegenstücke, die Queen Consorts, blau unterlegt.
- Royal Consort

- Bild: Zeigt ein Porträt des jeweiligen Royal Consort. Wo möglich wurde das von der Datierung der tatsächlichen Lebenszeit am nächsten kommende Porträt ausgewählt.
- Name: Nennt den im Deutschen und Englischen üblichen Namen, sowie die Lebensdaten der Royal Consorts.
- Dauer: Nennt den Zeitraum, während dessen die Person Royal Consort eines schottischen Monarchen war.

- Krönung

- Datum: Nennt das Datum der Krönung zur „Queen Consort“.
- Ort: Nennt den Ort der Krönung zur „Queen Consort“.

- verheiratet mit

- Name: Nennt den Namen, die Herrschaftszeit sowie die Lebensdaten des mit dem Royal Consort in ehelicher Verbindung stehenden schottischen Monarchen.
- Datum: Nennt das Datum der Heirat mit dem jeweiligen schottischen Monarchen.

### Liste
Von 1290 bis 1292 und von 1296 bis 1306 gab es zwei Interregna zwischen denen nur John Balliol von 1292 bis 1296 regierte. Seine Frau Isabella de Warenne starb vermutlich allerdings noch vor dessen Thronbesteigung und ist somit nicht zu den Queens Consort von Schottland zu zählen. Genauso verhält es sich bei Isabella von Mar, erste Gattin von Robert I. (1306–1329), Elizabeth Mure of Rowallan, erste Gattin von Robert II. (1371–1390) und Anne Hyde, erste Gattin von Jakob II. (1437–1460).
| Royal Consort       | Royal Consort                                                                         | Royal Consort | Krönung           | Krönung         | verheiratet mit                                                  | verheiratet mit      |            |
| Bild                | Name                                                                                  | Dauer         | Datum             | Ort             | Name                                                             | Datum                |            |
| Haus Bruce          | Haus Bruce                                                                            | Haus Bruce    | Haus Bruce        | Haus Bruce      | Haus Bruce                                                       | Haus Bruce           | Haus Bruce |
| ------------------- | ------------------------------------------------------------------------------------- | ------------- | ----------------- | --------------- | ---------------------------------------------------------------- | -------------------- | ---------- |
|                     | Elizabeth de Burgh † Oktober 1327                                                     | 1306–1327     | keine Krönung     | keine Krönung   | Robert I. (1306–1329) * 11. Juli 1274 † 7. Juni 1329             | ca. 1302             |            |
|                     | Johanna Plantagenet (engl. Joan of The Tower) * 5. Juli 1321 † 7. September 1362      | 1329–1362     | 24. November 1331 | Scone           | David II. (1329–1371) * 5. März 1324 † 22. Februar 1371          | 17. Juli 1328        |            |
| zusammen mit Gemahl | Johanna Plantagenet (engl. Joan of The Tower) * 5. Juli 1321 † 7. September 1362      | 1329–1362     |                   |                 | David II. (1329–1371) * 5. März 1324 † 22. Februar 1371          | 17. Juli 1328        |            |
|                     | Margaret Drummond † 31. Januar 1375                                                   | 1364–1371     | keine Krönung     | keine Krönung   | David II. (1329–1371) * 5. März 1324 † 22. Februar 1371          | ca. 13. Februar 1364 |            |
| Haus Steward        |                                                                                       |               |                   |                 | David II. (1329–1371) * 5. März 1324 † 22. Februar 1371          |                      |            |
|                     | Euphemia de Ross † 1389                                                               | 1371–1386     | ? 1372            | Scone           | Robert II. (1371–1390) * 2. März 1316 † 19. April 1390           | ca. Mai 1355         |            |
|                     | Annabella Drummond † Oktober 1401                                                     | 1390–1401     | 14. August 1390   | Scone           | Robert III. (1390–1406) † 4. April 1406                          | ca. 1366/67          |            |
| zusammen mit Gemahl | Annabella Drummond † Oktober 1401                                                     | 1390–1401     |                   |                 | Robert III. (1390–1406) † 4. April 1406                          | ca. 1366/67          |            |
|                     | Joan Beaufort * 1406 † 15. Juli 1445                                                  | 1424–1437     | 21. Mai 1424      | Scone           | Jakob I. (1406–1437) * Juli 1394 † 21. Februar 1437              | ? 10. Februar 1424   |            |
| zusammen mit Gemahl | Joan Beaufort * 1406 † 15. Juli 1445                                                  | 1424–1437     |                   |                 | Jakob I. (1406–1437) * Juli 1394 † 21. Februar 1437              | ? 10. Februar 1424   |            |
|                     | Maria von Geldern (Königin) (engl. Mary of Guelders) † 1. Dezember 1463               | 1449–1460     | 3. Juli 1449      | Holyrood Palace | Jakob II. (1437–1460) * 16. Oktober 1430 † 3. August 1460        | 3. Juli 1449         |            |
|                     | Margarethe von Dänemark (engl. Margaret of Denmark) * 23. Juni 1456 † 14. Juli 1486   | 1469–1486     | 13. Juli 1469     | Holyrood Palace | Jakob III. (1460–1488) * Mai 1452 † 11. Juni 1488                | 13. Juli 1469        |            |
|                     | Margaret Tudor * 28. November 1489 † 18. Oktober 1541                                 | 1503–1513     | 8. August 1503    | Holyrood Palace | Jakob IV. (1488–1513) * 17. März 1473 † 9. September 1513        | 8. August 1503       |            |
|                     | Madeleine von Frankreich (engl. Madeleine of Valois) * 10. August 1520 † 7. Juli 1537 | 1537          | keine Krönung     | keine Krönung   | Jakob V. (1513–1542) * 10. April 1512 † 14. Dezember 1542        | 1. Januar 1537       |            |
|                     | Marie de Guise (engl. Mary of Guise) * 22. November 1515 † 10. Juni 1560              | 1538–1542     | 22. Februar 1540  | Holyrood Palace | Jakob V. (1513–1542) * 10. April 1512 † 14. Dezember 1542        | Juni 1538            |            |
|                     | Franz II. von Frankreich (engl. Francis II of France) † 5. Dezember 1560              | 1558–1560     | keine Krönung     | keine Krönung   | Maria Stuart (1542–1567) * 7./8. Dezember 1542 † 8. Februar 1587 | 24. April 1558       |            |
|                     | Henry Stuart, Lord Darnley * 7. Dezember 1545 † 10. Februar 1567                      | 1565–1567     | keine Krönung     | keine Krönung   | Maria Stuart (1542–1567) * 7./8. Dezember 1542 † 8. Februar 1587 | 29. Juli 1565        |            |
|                     | James Hepburn, 4. Earl of Bothwell † 14. April 1578                                   | 1567          | keine Krönung     | keine Krönung   | Maria Stuart (1542–1567) * 7./8. Dezember 1542 † 8. Februar 1587 | 15. Mai 1567         |            |

## Royal Consorts von Schottland (1589–1707)

### Legende
Die männlichen Royal Consorts sind in der Auflistung anders als ihre weiblichen Gegenstücke, die Queen Consorts, blau unterlegt.
- Royal Consort

- Bild: Zeigt ein Porträt des jeweiligen Royal Consort. Wo möglich wurde das von der Datierung der tatsächlichen Lebenszeit am nächsten kommende Porträt ausgewählt.
- Name: Nennt den im Deutschen und Englischen üblichen Namen, sowie die Lebensdaten der Royal Consorts.
- Dauer: Nennt den Zeitraum, während dessen die Person Royal Consort eines schottischen Monarchen war.

- Krönung

- Datum: Nennt das Datum der Krönung zur „Queen Consort“.
- Ort: Nennt den Ort der Krönung zur „Queen Consort“.

- verheiratet mit

- Name: Nennt den Namen, die Herrschaftszeit sowie die Lebensdaten des mit dem Royal Consort in ehelicher Verbindung stehenden schottischen Monarchen.
- Datum: Nennt das Datum der Heirat mit dem jeweiligen schottischen Monarchen.
- Bild: Zeigt ein Porträt des jeweiligen schottischen Monarchen, mit dem der Royal Consort in ehelicher Verbindung steht. Wo möglich wurde das von der Datierung der tatsächlichen Lebenszeit am nächsten kommende Porträt ausgewählt.

### Liste
Ab 1603 regierte der schottische Monarch Schottland und England in Personalunion und deren Ehegatten waren fortan auch Royal Consorts von England (für die vorangegangenen Royal Consorts von England → siehe: Liste der Royal Consorts der englischen Monarchen). Wilhelm II. (1689–1702) ist nicht zu den Royal Consorts zu zählen und dementsprechend hier nicht aufgelistet, da er, obwohl Ehegatte von Königin Maria II. (1689–1694), Tochter von Jakob VII. (1685–1688), zusammen mit ihr und auch noch nach ihrem Tod als König von Schottland herrschte.
| Royal Consort | Royal Consort                                                                                             | Royal Consort | Krönung       | Krönung         | verheiratet mit                                               | verheiratet mit    | verheiratet mit |
| Bild          | Name | Dauer         | Datum         | Ort             | Name                                                          | Datum              | Bild            |
| Haus Stuart   | Haus Stuart                                                                                               | Haus Stuart   | Haus Stuart   | Haus Stuart     | Haus Stuart                                                   | Haus Stuart        | Haus Stuart     |
| ------------- | --- | ------------- | ------------- | --------------- | ------------------------------------------------------------- | ------------------ | --------------- |
|               | Anna von Dänemark (engl. Anne of Denmark) * 12. Dezember 1574 † 2. März 1619                              | 1589–1619     | 17. Mai 1590  | Holyrood Palace | Jakob VI. (1567–1625) * 19. Juli 1566 † 27. März 1625         | 20. August 1589    |                 |
|               | Henrietta Maria von Frankreich (engl. Henrietta Maria of France) * 15. November 1609 † 10. September 1669 | 1625–1649     | keine Krönung | keine Krönung   | Karl I. (1625–1649) * 19. November 1600 † 30. Januar 1649     | 13. Juni 1625      |                 |
|               | Katharina von Braganza (engl. Catherine of Braganza) * 25. November 1638 † 31. Dezember 1705              | 1662–1685     | keine Krönung | keine Krönung   | Karl II. (1660–1685) * 29. Mai 1630 † 6. Februar 1685         | 21. Mai 1662       |                 |
|               | Maria Beatrice von Modena (engl. Mary of Modena) * 5. Oktober 1658 † 7. Mai 1718                          | 1685–1701     | keine Krönung | keine Krönung   | Jakob VII. (1685–1688) * 14. Oktober 1633 † 6. September 1701 | 30. September 1673 |                 |
|               | Georg von Dänemark (engl. George of Denmark) * 2. April 1653 † 28. Oktober 1708                           | 1702–1707     | keine Krönung | keine Krönung   | Anne (1702–1707) * 6. Februar 1665 † 1. August 1714           | 28. Juli 1683      |                 |